# Raimund Rilling
Raimund „Mikro“ Rilling (* 22. Mai 1944 in Markgröningen; † 5. August 2018) war ein deutscher Musiker (Cello, auch Gesang, Posaune) und Manager.

## Wirken
Rilling, jüngerer Bruder von Helmuth Rilling, studierte in Berlin. Dort gehörte er zunächst zur Krautrockband Os Mundi, mit der er zwei Alben veröffentlichte. Gemeinsam mit Ludolf Kuchenbuch und Klaus Henrichs bildete er 1977 das Improvisationstrio Ohpsst, das auch mit John Tchicai, Tanja Berg und Ekkehard Jost spielte, von der Free Music Production aufgenommen und 2006 mit Kuchenbuch und George Maclean wiederbelebt wurde. Später gehörte er zum Berlin Jazz Workshop Orchestra (Who Is Who?, 1979). Er ist auch auf Alben von Christoph Busse und Stefan Waggershausen zu hören.
Seit Ende der 1980er Jahre war er als Geschäftsführer der privaten Berliner Servicegesellschaft „Sozialpädagogisches Institut“ und später auch im Aufsichtsrat der Berliner Gesellschaft für Stadtentwicklung tätig. Er gründete Gesellschaften für Personalentwicklung und prägte über viele Jahre die Arbeitsmarkt- und Beschäftigungspolitik des Landes Berlin mit.